# Katarzyna Leszczyńska (naukowiec)
Katarzyna Leszczyńska – polska naukowiec, diagnosta laboratoryjny, mikrobiolog, doktor habilitowany nauk medycznych.

## Życiorys
W 1988 ukończyła studia na kierunku analityka medyczna na Akademii Medycznej w Białymstoku, po czym rozpoczęła pracę na uczelni. W 1998 pod kierunkiem doc. dra hab. Piotra Jakoniuka z Zakładu Mikrobiologii AMB obroniła na Wydziale Lekarskim z Oddziałem Stomatologii Akademii Medycznej w Białymstoku pracę doktorską pt. „Ocena efektów skojarzonego działania antybiotyków z defensynami oraz mieloperoksydazą na szczepy Staphylococcus aureus” uzyskując stopień naukowy doktora nauk medycznych w zakresie biologii medycznej, specjalność: mikrobiologia. W 2012 na podstawie osiągnięć naukowych i złożonej rozprawy „Przeciwbakteryjne działanie katelicydyny LL-37, cerageniny CSA-13 i pochodnej kompleksu deksametazonu-sperminy D2S” uzyskała na Wydziale Farmaceutycznym z Oddziałem Medycyny Laboratoryjnej Uniwersytetu Medycznego w Białymstoku stopień naukowy doktora habilitowanego nauk medycznych w zakresie biologii medycznej, specjalność: mikrobiologia. Posiada specjalizację z mikrobiologii. Kierowała zespołem, któremu jako pierwszemu na świecie udało się poznać pełną sekwencję genomu bakterii Escherichia albertii.
Pełni funkcję kierownika Zakładu Mikrobiologii UMB. Jest członkiem Komisji Rewizyjnej Zarządu oddziału białostockiego Polskiego Towarzystwa Mikrobiologów.